# Nostra Aetate
La declaració Nostra Aetate (en català: El nostre temps) constitueix un dels documents capdavanters del Concili Vaticà II, el contingut tracta sobre les relacions de l'església amb les religions no cristianes. Va ser aprovada per 2.221 vots contra 88, el 28 d'octubre de 1965.
La declaració Nostra aetate va deure les vicissituds de la seva confecció i aprovació, a un dels diversos temes que tracta: l'actitud de l'Església catòlica davant els jueus, que va donar ressò mundial a aquest document de gestació tan laboriosa, que va arribar fins i tot a produir obstacles dins de la pròpia Aula conciliar.Es considera que va establir bases noves en les relacions dels catòlics amb els jueus, els musulmans, els budistes, els hinduistes, i els altres creients, de les altres religions no cristianes.